# 2024年莒县除夕惨案
2024年莒縣除夕慘案是2024年2月10日，中華人民共和國山東省日照市莒縣洛河镇宅科村發生的一起命案。當時一名男子在莒县洛河鎮宅科村襲擊多人，造成包括一名医生和两名警察在內的至少21人死亡，还有多人受伤。由于受中华人民共和国审查制度影響，該國媒體並沒有透露過多的具体细节，許多小道消息也未经证实。
2月9日晚至10日凌晨，一名男子先在莒縣洛河鎮宅科村一栋建筑外用刀刺死了两名村民。隨後又將一戶七口之家的人全部殺死。
截至2月10日午夜，有人緊急拨打120。一名约27岁的医生來到現場试图抢救伤员，却遭到躲在掩体后面的兇手伏击，兇手用一把自行改装過的、能发射钢弹的射钉枪将他射杀。
袭击者後來又在次日早上再次返回宅科村，杀死了村里的另外十人。直到當天下午亲戚们来拜年时，他们看到很多尸体，才知道發生了命案。
後來数十名攜帶枪支的武装警察來到宅科村並將村莊封锁，只有宅科村村民的亲属才能进入宅科村，而且還会被官员監視。同時警方開始搜捕嫌犯。

## 伤亡
袭击事件发生一天后，凤凰卫视旗下的网络媒体凤凰网报道称，“一名涉嫌伤害多名村民的男子”已被警方控制。报道還指，袭击地点疑似位于莒縣洛河镇宅科村。2月12日，凤凰网又发表了一篇新闻报道，称死亡人数“超过10人”，并且“一名嫌疑人已被控制”。两篇文章后来均被删除。
X用户李老師不是你老師表示，此次事件造成“10多人”死亡，“10多人”受伤，伤者被送往临沂市的医院接受治疗。台湾自由時報援引的另一消息来源称，死亡人数为18人。香港东方日报称，事件造成21人死亡，20多人受伤。
遇難者中的11人来自该村的5个家庭。李老師不是你老師表示，事件中涉及的两个家庭曾与兇手有过纠纷。其中一名死者是嫌犯的老师。
除了一名來到現場參與搶救的医生遇難外，还有一名护士被送往加護病房。两名警察也被杀害。

## 肇事者
主犯三十多岁，由其叔叔抚养长大，曾被其叔叔虐待。他還經歷過一场车祸，結果落下轻微的残疾。他曾入狱，此次襲擊是他是与狱友一起实施的，“其中一人患有精神障碍”。
有人聲稱兇手是一名退役武警或是一名被解职的警察戰術單位成员。

### 动机（網路猜測）
一種說法是說，兇手在遭遇车祸后，他妻子出走，之后他便留在村里工作。他的老板拖欠他工资，他討要工資，結果老板認識的一位當官的把兇手送進監獄，兇手隨後做了两三年的牢。兇手决定报复，于是在出獄後杀死了老板全家。
另一种猜测是，兇手在学校时的老師曾控告他，導致他入獄，因此出獄後杀害了老师和他的家人，以及其他曾經与他有過過節的人。
也有人認為是兇手的未婚妻突然拋棄了他而讓他陷入抑郁，从而袭击他人。

## 后續
事件发生后不久，“宅科村事件”、“莒县杀人案”等關鍵詞一度在社交媒体上热传，随后逐渐消失。受中华人民共和国网络审查影響，有关此次殺人案的所有消息后来均被社交媒体删除，除凤凰卫视和网易外，任何中国媒体均未提及该事件，而这些报道後來也被删除。政府對此也没有任何回应。警方还威胁村民不许透露任何与此次袭击有关的事情。
2月11日，网传中共日照市委政法委员会下发《关于建立社会矛盾风险隐患日报告制度的紧急通知》，要求排查失业人员、无人看管的青少年、精神病患者、婚姻以及投资失败者、暴力倾向者等16类可能引发極端突發事件的人群。